# میگل ارناندس
میگل اِرناندس (اسپانیایی: Miguel Hernández‎؛ ۳۰ اکتبر ۱۹۱۰ – ۲۸ مارس ۱۹۴۲) شاعر، نمایشنامه‌نویس و نویسنده اهل اسپانیا بود.
او یکی از اعضای جنبش‌های ادبی موسوم به «نسل ۲۷» و «نسل ۳۶» بود.